# Scarus flavipectoralis
Scarus flavipectoralis är en fiskart som beskrevs av Schultz, 1958. Scarus flavipectoralis ingår i släktet Scarus och familjen Scaridae. IUCN kategoriserar arten globalt som livskraftig. Inga underarter finns listade i Catalogue of Life.